# Antonella Santuccione Chadha
Antonella Santuccione Chadha (* 1974) ist eine italienische Ärztin, Neurowissenschaftlerin und Expertin im Gebiet von neurologischen und psychiatrischen Erkrankungen. Sie hat das Women’s Brain Project mitgegründet und ist als ehrenamtliche Geschäftsführerin dieser internationalen Non-Profit-Organisation tätig. Diese erforscht geschlechtsspezifische Unterschiede im Gehirn und bei psychischen Erkrankungen. Zusätzlich ist Chadha Vizepräsidentin und Vorstandsmitglied von Euresearch. Dies ist eine Schweizer Organisation, die europaweit Forschungs- und Innovationsprojekte fördert.

## Biografie

### Privatleben
Antonella Santuccione Chadha wuchs in einem kleinen Dorf in den Abruzzen auf. Dort lebte sie auf dem Hof ihrer Großeltern, da ihre Eltern, eine Lehrerin und ein Polizist, aufgrund ihrer Arbeit viel unterwegs waren.
Heute lebt sie mit ihrem Mann und ihren zwei Söhnen in Thalwil am Zürichsee. Sie setzt sich besonders für das Women’s Brain Project ein.

### Beruflicher Werdegang
Von 2000 bis 2001 arbeitete sie für die Europäische Kommission in Belgien. Dort absolvierte sie ihre Ausbildung in der Generaldirektion für Gesundheit und Lebensmittelsicherheit. Im Anschluss daran studierte sie von 2001 bis 2004 Neurowissenschaften an der Universität Hamburg. Während jener Zeit erhielt sie ein Angebot für eine Professur an der Universität Rostock, doch dieser Standort war ihr zu weit von ihrer Familie entfernt. Sie entschied sich stattdessen für Zürich. Dort startete sie als Postdoktorandin in der Psychiatrie am Universitätsspital Zürich. Später war sie Gruppenleiterin in Pathologie und Neurowissenschaften. Nach sechs Jahren schloss Antonella Santuccione Chadha ihr Studium mit dem Doktor der Medizin in Psychiatrie, psychischer Gesundheit und Neurowissenschaften ab.
Anschließend zog sie in die Toskana, nach Siena. Von 2012 bis 2014 war sie internationale Managerin für Alzheimer im Bereich Medizin bei Roche Diagnostics in Europa, Schweiz. Von 2014 bis Juni 2018 war sie klinische Gutachterin für psychiatrische und neurologische Erkrankungen bei Swissmedic und arbeitete mehrere Jahre in einer Spezialstation für Demenzkranke. Seit 2020 ist sie Vizepräsidentin von Euresearch. Sie ist Autorin zahlreicher wissenschaftlicher Publikationen. Ihr aktuelles Forschungsinteresse liegt im Einfluss von Geschlecht und Geschlechtsfaktoren auf psychische Störungen und deren Berücksichtigung in Diagnose- und Behandlungslösungen.

## „Woman’s Brain Project“
Die Women’s Brain Foundation (WBF) ist eine internationale Non-Profit-Organisation mit Sitz in der Schweiz, die ein globales Wissenschaftlerteam aus verschiedenen Disziplinen vereint. Gegründet wurde sie 2016 mit dem Ziel, in der Schweiz das erste Forschungsinstitut für geschlechtsspezifische Präzisionsmedizin zu etablieren. Die Idee entstand bei Chadhas Arbeit bei Swissmedic, wo sie feststellte, dass von zehn zurückgezogenen Medikamenten acht wegen tödlicher Nebenwirkungen bei Frauen vom Markt genommen wurden. Die Stiftung konzentriert sich auf die Anwendung von Geschlecht und Gender in der Präzisionsmedizin, von der Grundlagenforschung bis zu neuen Technologien. Sie unterstützt und fördert Forschung zu Geschlechterunterschieden mit dem Ziel, die Präzisionsmedizin voranzubringen und Innovationen im Bereich Frauengesundheit zu beschleunigen. Der Schwerpunkt liegt besonders auf Erkrankungen des Gehirns, jedoch nicht ausschließlich. Das Women’s Brain Project erlangte größere Aufmerksamkeit durch eine Studie über geschlechtsspezifische Unterschiede bei Alzheimer. Diese Krankheit betrifft mehr Frauen als Männer.

## Auszeichnungen
Für ihre Arbeit erhielt Antonella Santuccione ChadhaChadha, die seit 2018 in den Top 100 Women in Business in der Schweiz gelistet ist, mehrere Auszeichnungen:
- 2019: „Frau des Jahres“ in der Schweiz, gekürt von der Zeitschrift Women in Business[1]
- 2020: World Sustainability Award[2] für ihren Beitrag zur Förderung der Präzisionsmedizin

## Publikationen
- mit Maria Teresa Ferretti, Anne Marie Schumacher: Sex and Gender Differences in Alzheimer’s Disease. Academic Press, London 2021. ISBN 978-0-12-819344-0
- mit Maria Teresa Ferretti, Viviana Kasam: Una bambina senza testa. Mondo Nuovo, 2021. ISBN 978-88-32115-54-3